# Prionochilus olivaceus
El picaflores oliváceo o pica flor de lomo olivo (Prionochilus olivaceus) es una especie de ave del género Prionochilus perteneciente a la familia Dicaeidae, propia de Filipinas.

## Distribución y hábitat
Es endémica de las Filipinas. Su hábitat natural son los bosques bajos húmedos subtropicales o tropicales.

## Subespecies
Prionochilus olivaceus posee tres subespecies:
- Prionochilus olivaceus olivaceus.
- Prionochilus olivaceus parsoni.
- Prionochilus olivaceus samarensis.